# Kanton Frielendorf
Der Kanton Frielendorf war eine Verwaltungseinheit im Distrikt Hersfeld des Departements der Werra im napoleonischen Königreich Westphalen.  Hauptort des Kantons und Sitz des Friedensgerichts war der Ort Frielendorf, Verwaltungssitz der heutigen Gemeinde Frielendorf im Schwalm-Eder-Kreis.  Der Kanton umfasste 27 Dörfer und Weiler, hatte 5.024 Einwohner und eine Fläche von 2,16 Quadratmeilen.
Zum Kanton gehörten die Dörfer, Weiler und Gutshöfe:

- Frielendorf, Todenhausen, Linsingen und Gebersdorf
- Spieskappel und Ebersdorf
- Lenderscheid mit Lanertshausen und Siebertshausen
- Ropperhausen, Verna und Allendorf
- Wernswig, Lützelwig, Hof Willingshain und Sondheim
- Waßmuthshausen mit Rodemann und Dörnishöfe
- Leuderode, Allmuthshausen, Rückersfeld, Steindorf und Baßfelder Hof, Völkershain, Reddingshausen und Schellbach